# Diploma militar romano

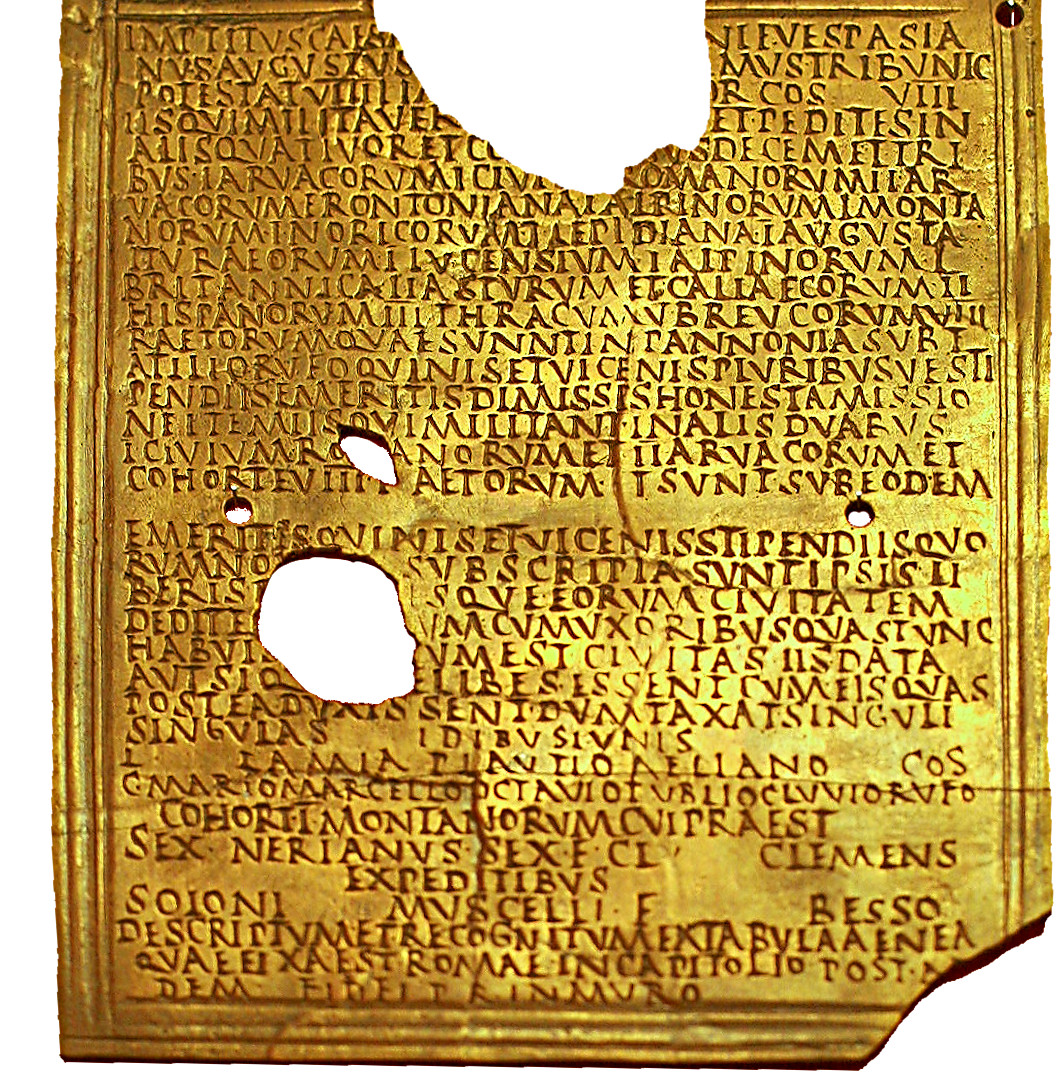
Diploma militar romano (Museo de Carnuntum)

Un diploma militar romano era un documento inscrito en bronce que certificaba que el portador había sido licenciado con honores de las fuerzas armadas romanas y/o que le había sido otorgada la ciudadanía romana por el emperador como recompensa por sus servicios.
El diploma era una copia ante notario de una constitutio (decreto) original emitido por el emperador en Roma, en el que se enumeraba el regimiento (o unidad) de los veteranos.

## Historia
Los diplomas militares se emitieron durante la época del Principado (52-284) a aquellos veteranos que se retiraban tras el servicio en las fuerzas armadas de Roma tras haberse enrolado como peregrini, es decir, como habitantes de roma que no contaban con la ciudadanía romana (la mayoría de la población del imperio en los siglos I y II). Este tipo de hombres podían haber servido en las tropas auxiliares romanas, en la armada romana, en la caballería de la Guardia Pretoriana (equites singulares Augusti) o en las cohortes urbanas (batallones encargados de la seguridad pública en la ciudad de Roma).
El primer diploma conocido data del año 52, y fue entregado durante el gobierno del emperador Claudio, que parece que regularizó la práctica de garantizar la ciudadanía romana a los auxiliares tras un servicio militar de 25 años (26 en la armada). 
Normalmente los legionarios no recibían diplomas, puesto que la legión romana se nutría tan solo de reclutas que fueran ciudadanos romanos. Sin embargo, se emitieron algunos diplomas excepcionales tras la guerra civil del año de los cuatro emperadores dado que, como medida de emergencia, se reclutaron dos legiones nuevas, la I y la II Classica (más tarde renombradas I y II Adiutrix, a partir de soldados de la armada, la mayoría de los cuales no tenía la ciudadanía. Al final de la crisis estos soldados fueron premiados con la adquisición formal de la ciudadanía.
La Constitutio Antoniniana, promulgada en el año 212 por el emperador Caracalla, otorgó la ciudadanía romana a todos los habitantes del imperio, terminando con la segunda clase de ciudadanos conocidos como peregrini. Esto convertía a los diplomas en algo redundante, y de hecho los diplomas más tardíos que se conocen datan del año 203. Sin embargo, se siguieron entregando diplomas en la armada, en la caballería de la Guardia Pretoriana y en las cohortes urbanae hasta finales del siglo III. Esto podría explicarse por el hecho de que los barbari (extranjeros de fuera del imperio romano) todavía eran reclutados para el servicio en esas unidades.

## Derechos otorgados
El veterano recibía la ciudadanía romana, lo cual implicaba importantes ventajas legales y fiscales, incluyendo la exención del tributum capitis ("impuesto por cabezas") que sí que debían pagar todos los súbditos del imperio que no fueran ciudadanos romanos. La ciudadanía también se otorgaba a los hijos naturales del veterano, pero no a su cónyuge. Hasta ca. 140, todos los hijos del veterano recibían esos derechos, pero a partir de esa fecha parece que el derecho se restringió a aquellos hijos que nacieran después del licenciamiento del veterano y salvo que hubieran sido registrados como hijos naturales antes de enrolarse. Sin embargo, este paso atrás es puesto en duda por diversos historiadores, y las evidencias en las que se basa son confusas.
Hasta la época del emperador Septimio Severo (r. 197-211), los soldados tenían legalmente prohibido contraer matrimonio durante su servicio militar. En la práctica, muchos formaban relaciones de pareja estables con mujeres locales y creaban familias, y los diplomas servían para regularizar de forma retrospectiva esas uniones, garantizando a los veteranos, además de su ciudadanía, el derecho de connubium (matrimonio mixto), que resultaba necesario para que un ciudadano romano contrajera matrimonio con un no ciudadano.
Una constitutio excepcional del emperador Adriano (r. 117-38) otorga 3 diplomas en las que se garantiza también la ciudadanía romana a los padres y hermanos de los beneficiarios, y no sólo a sus hijos.

## Descripción
El diploma estaba compuesto por dos planchas de bronce unidas. Las inscripciones figuraban en ambos lados de las planchas. El texto completo quedaba registrado en la parte exterior de la llamada tabula 1, mientras que la parte exterior de la tabula 2 recogía el nombre de 7 testigos, cuyos sellos quedaban protegidos por tiras de metal (estos sellos se han conservado en muy raras ocasiones, puesto que eran de material orgánico). El texto de la tabula 1 se reproducía exactamente en las dos caras interiores, para luego cerrar ambas partes y sellarlas de modo que la inscripción externa fuera legible sin romper los sellos y la inscripción interna quedaría como copia notarial del texto de la constitutio publicada en Roma. La doble inscripción y los sellos presumiblemente servían para evitar el fraude o la alteración del documento.
Probablemente un portador del diploma lo llevará a la provincia o civitas en la que esperaba vivir su retiro. Ahí presentaría el diploma al funcionario encargado de los archivos, y el funcionario podría romper los sellos y comprobar que la información del exterior coincidía con la del interior. Si todo estaba en orden, entonces registraría el diploma y a su portador en el registro de ciudadanos romanos.

## Importancia histórica
Se han encontrado más de 800 diplomas del Principado, y más de 650 de ellos han sido publicados (aunque la mayoría han sobrevivido sólo de manera fragmentaria). Esto constituye un raro cuerpo documental de la antigua Roma, cuya supervivencia se debe esencialmente a que estuvieran hechos de metal, en lugar de otros materiales biodegradables como el papiro, la madera o la cera. 
Una ventaja especial de este tipo de documentos es que estaban fechados. El año de la promulgación de la constitutio figuraba como una alusión al año de la tribunicia potestas del emperador, mientras que la fecha de la copia notarial (el diploma) aparecía con el día del mes y con los nombres de los cónsules que estaban en ese momento en el cargo, lo cual convierte a los diplomas en una fuente muy importante para conocer los nombres de los cónsules suffectos. Dado que también muestran el nombre del gobernador provincial, ofrecen importantes datos sobre las carreras políticas de determinados senadores. Además, los diplomas solían mostrar las unidades auxiliares que habían servido en una misma provincia al mismo tiempo, dado que normalmente se promulgaban por lotes. Por lo tanto, un único diploma podía dar los nombres de hasta 25 unidades incluidas en la misma constitución, dato crítico para determinar la forma en que estas unidades estaban desplegadas en las distintas épocas del imperio. Sin embargo, también se han encontrado constituciones dirigidas a unidades individuales, o incluso a veteranos individuales.